# Trichotosia dalatensis
Trichotosia dalatensis är en orkidéart som först beskrevs av François Gagnepain, och fick sitt nu gällande namn av Gunnar Seidenfaden. Trichotosia dalatensis ingår i släktet Trichotosia och familjen orkidéer. Inga underarter finns listade i Catalogue of Life.